# Pandosia (Épire)
Pour les articles homonymes, voir Pandosia.

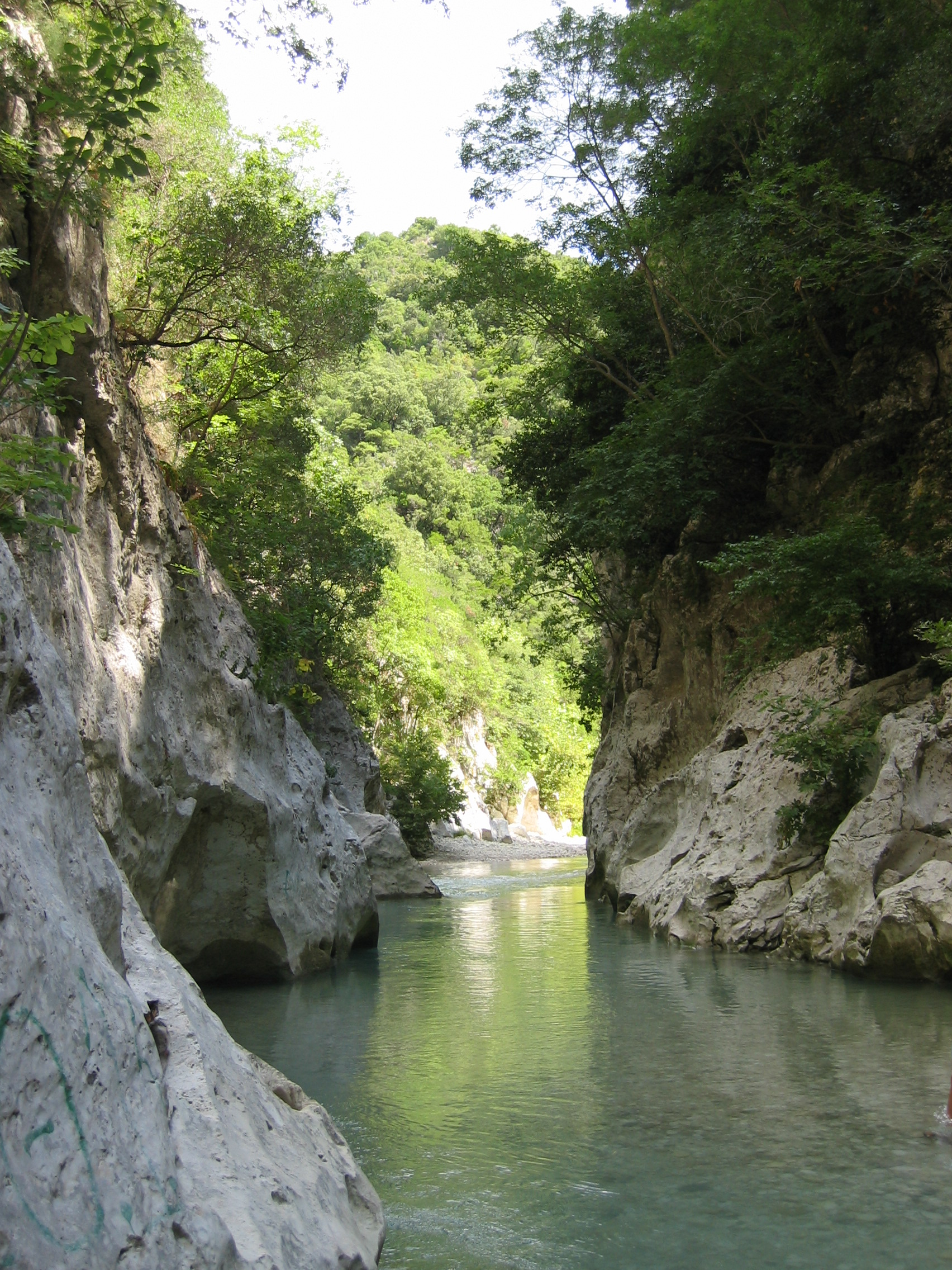
Achéron en Épire

Épire l'Antiquité

Pandosie ou Pandosia (en grec : Πανδοσία) était une ville grecque antique, colonie d'Élis en Épire, appartenant aux Cassopéens — peuple resté fixé dans la haute Acarnanie et dans la haute Étolie et qui sont eux-mêmes Thesprotes d'origine — dans l'actuel nome de Thesprotie et située sur le fleuve Achéron. 
Démosthène rapporte dans sa septième Philippique que Philippe II de Macédoine la ravagea avec d'autres petites cités de Cassopie, Buchéta et Élatée, avant de les livrer à son beau-frère Alexandre qui devient roi d'Épire en -342. D'après les historiens romains Justin et Tite-Live une prophétie funeste de l'oracle de Dodone aurait averti ce dernier contre la cité de Pandosia et le fleuve Achéron et, croyant échapper à son destin, il s'éloigna en Italie où coule un fleuve du même nom, près de la ville homonyme de Pandosia près desquels il trouva la mort.

## Source partielle
- William Smith, Dictionary of Greek and Roman Geography, éd. Walton and Maberly, 1854; article en ligne